# Sorvadj el!
A Sorvadj el! (eredeti cím: Thinner) Stephen King amerikai író 1984-ben megjelent, eredetileg Richard Bachman álnéven írt regénye. Magyarul először az Európa Könyvkiadónál jelent meg a regény, Pardi András fordításában, 1996-ban,

## Cselekmény
A történet egy szokványos amerikai kisvárosban játszódik, ahová egy időre beköltözik egy nemkívánatos cigánykaraván. A sikeres ügyvéd, Bill Halleck élete pedig ezzel gyökeresen megváltozik. Egy napon ugyanis véletlenül elüti az öreg cigányvajda lányát, mire a férfi megátkozza őt.
A nagydarab Bill innentől kezdve folyamatosan veszít testsúlyából. Először nem tulajdonít neki nagyobb jelentőséget, de idővel már nem tud nem hinni az átokban, hiszen egyre nyilvánvalóbb, hogy az hatásosnak bizonyult.
Az egyetlen kiutat az jelentheti, ha felkeresi Tadzu Lempkét, a cigányvajdát, és megpróbálja rábírni arra, vonja vissza a halálos átkot.

## Magyarul
- Richard Bachman: Sorvadj el!; ford. Pardi András; Európa, Bp., 1996

## Érdekességek
A regény csak a nyolcvanas évek közepén, jóval a négy első Bachman-regényt követően született, így nyelvezetében, stílusában és elbeszélésének tempójában is különbözik azoktól a művektől. Sokkal inkább hasonlít a Stephen King saját neve alatt megjelent regényekre. Ezzel a hasonlósággal magyarázható, hogy egy Stephen Brown nevezetű könyvkereskedő kutakodni kezdett, alaposabban szemügyre vette a négy első Bachman-regényt, és végül kiderítette, hogy egy és ugyanazon személyről van szó.
Ehhez az is kellett, hogy a NAL nevű kiadó hibázzon: míg három Bachman-regény szerzői jogi dokumentumai Richard Bachman névre szóltak, addig a Rage esetében Stephen King eredeti neve volt olvasható azokban.
Amíg senki nem tudta, valójában ki rejtőzik az írói álnév mögött, a Sorvadj el! című regény amerikai kiadásából mintegy 28 000 példány kelt el. A titok napvilágra kerülését követően az eladási számok meghaladták a 280 000-et.